# Hototogisu
Hototogisu (japanisch ホトトギス, dt. „Gackelkuckuck“) ist eine Haiku-Zeitschrift des Japans der Vorkriegszeit, die heute von der Hototogisu KG (合資会社ホトトギス, Gōshi-gaisha Hototogisu) herausgegeben wird. Hauptabsicht der Zeitschrift ist die Förderung des Haiku. Doch auch Naturbeschreibungen und Prosaliteratur werden gefördert.

## Übersicht
Die Zeitschrift Hototogisu wurde im Januar 1897 mit Masaoka Shiki als Herausgeber und Yanagihara Kyokudō (柳原 極堂; 1867–1957) als Verleger gegründet. Ort der Gründung und der ersten Herausgabe war Matsuyama. Im darauffolgenden Jahr, 1898, wurde die Zeitschrift nach Tokio verlegt und Takahama Kyoshi übernahm die Redaktion.
Nach dem Tode Shikis im Jahre 1902 wurde Kyoshi dessen Nachfolger. Zeitweilig legte er den Schwerpunkt auf Prosa, kehrte dann aber zum schon von Shiki vertretene Prinzip der objektiven Naturbeschreibung zurück. Es bildete sich die sogenannte Hototogisu-Schule des modernen Haiku aus, von der sich die von Kawahigashi Hekigotō begründete Schule des freien Haiku abspaltete.
Die Zeitschrift ist unter anderem bekannt dafür, dass Natsume Sōseki seinen Roman „Ich der Kater“ im Jahre 1905 (auf Betreiben Takahama Kyoshis) darin veröffentlichte.

## Wichtige Mitglieder
- Masaoka Shiki
- Kawahigashi Hekigotō
- Takahama Kyoshi
- Sugita Hisajo
- Nakamura Teijo
- Mizuhara Shūōshi
- Yamaguchi Seishi
- Takano Sujū
- Awano Seiho
- Hoshino Tatsuko
- Nakamura Kusatao
- Takeshita Shizunojo
- Hino Sōjō